# دوره میان‌دوجنگ

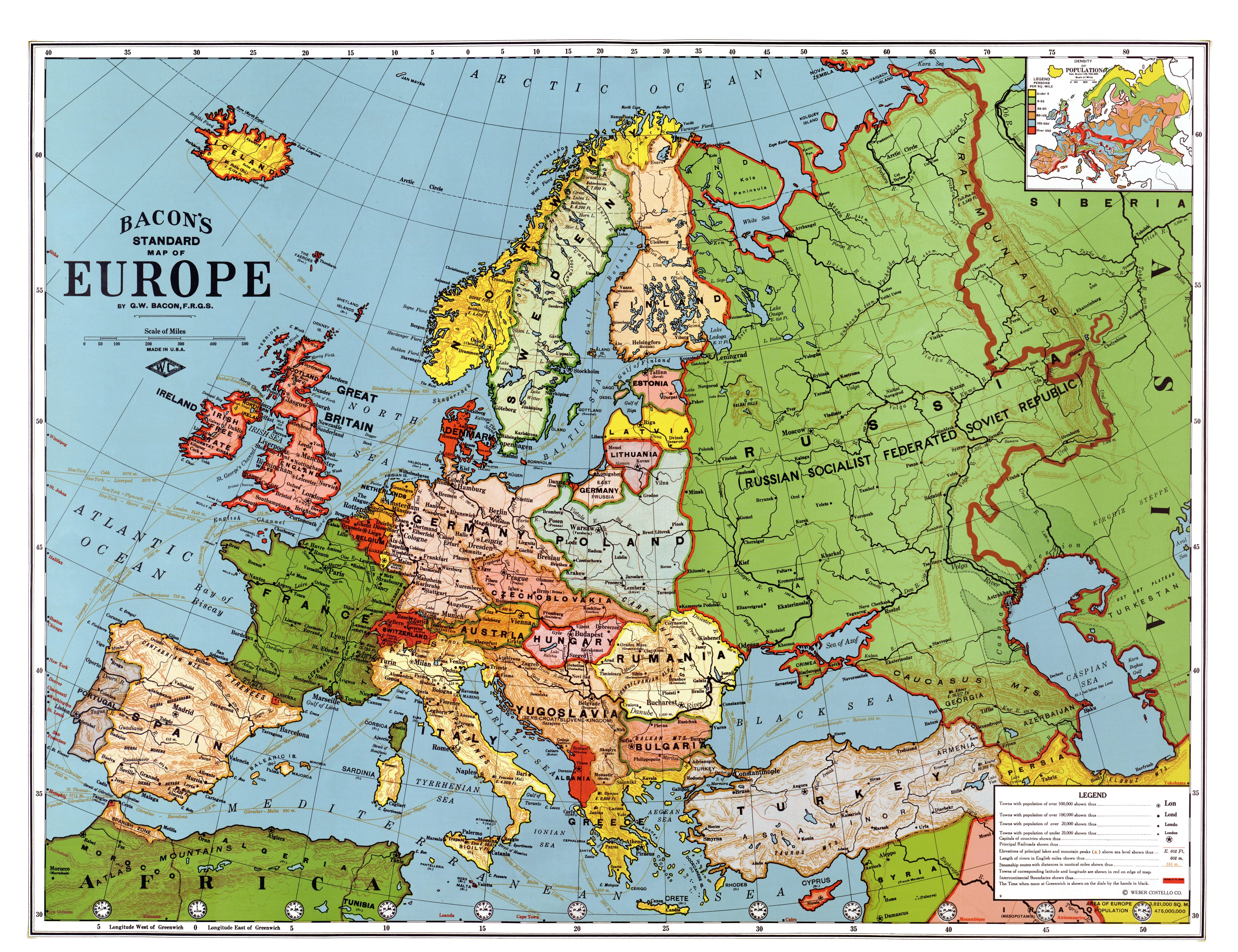
نقشه سیاسی اروپا در سال ۱۹۲۳

در بافتار تاریخ اروپا، اصطلاح دوره میان دوجنگ یا دوره میان جنگ (به انگلیسی: interwar period) و (به لاتین: interbellum) و(به آلمانی:ZwischenKrieksZiet) به دوره‌ای گفته می‌شود که رویدادهای بازه زمانی از پایان جنگ جهانی اول تا آغاز جنگ جهانی دوم در آن جای گرفته‌است. این دوره با پیمان آتش‌بس نخست با آلمان و در پی آن کنفرانس صلح پاریس در ۱۹۱۹ که منجر به پایان جنگ جهانی اول شد، آغاز و با تهاجم آلمان به لهستان در سال ۱۹۳۹ و اعلان جنگ امپراتوری بریتانیا و فرانسه به آلمان نازی (رایش سوم) به پایان رسید.

## رویدادهای تاریخی این دوره
در دهه‌های ۱۹۲۰ و ۱۹۳۰ م بسیاری از کشورهای اروپایی از مردم‌سالاری دست کشیدند. حزب نازی و هیتلر در آلمان به قدرت رسیدند و فاشیست ها و موسولینی بر ایتالیا فرمان راندند. دگرگونی‌های سیاسی گسترده‌ای در کشورهای بزرگ همچون روسیه و ایالات متحده آمریکا و اسپانیا پدیدار می‌شود.
پیمان ورسای که در پی جنگ جهانی اول و بازی‌های سیاسی متفقین نهاده شده بود، پهنه گسترده‌ای از سرزمین‌های آلمان را جدا کرده بود و امتیازات بسیاری را نیز از این کشور گرفته بود. از همین رو شهروندان این کشور دچار سرخوردگی سیاسی و اقتصادی شده بودند. دولتهای غربی که از نفوذ کمونیسم در هراس بودند می‌کوشیدند بر احساس ضد کمونیستی آلمانی‌ها بیفزایند و از آن در برابر کمونیسم بهره جویند که با پیدایش نازیسم همه آن برنامه‌ها و برآوردها به هم ریخت و جنگ جهانی دوم آغاز شد.